# 馬氏側頸龜
馬氏側頸龜（學名：Pelusios marani）是非洲側頸龜屬下的一種龜，只生活在非洲。

## 分佈
馬氏側頸龜被發現於加蓬和剛果共和國。